# Guerra civile di Bougainville
La guerra civile di Bougainville, nota anche come conflitto di Bougainville, fu un conflitto armato a più livelli combattuto dal 1988 al 1998 nella provincia delle Salomone del Nord della Papua Nuova Guinea tra le forze armate nazionali e i secessionisti dell'esercito rivoluzionario di Bougainville (BRA) e tra la BRA e altri gruppi armati su Bougainville. La guerra venne descritta dal presidente dell'isola John Momis come il più grande conflitto in Oceania dalla fine della seconda guerra mondiale nel 1945, con una stima di 15 000-20 000 morti, sebbene stime più basse portino il bilancio a circa 1000–2000.
Le ostilità si conclusero ai sensi dell'accordo di pace di Bougainville nel 1998. Il governo nazionale papuano accettò l'istituzione del governo autonomo di Bougainville e concesse alcuni diritti al governo autonomo che avrebbe avuto giurisdizione sulla neonata regione autonoma di Bougainville, che comprende piccole isole periferiche oltre alla stessa isola di Bougainville.

## Storia
L'oro di Lode fu scoperto per la prima volta a Bougainville nel 1930. La scoperta di vasti giacimenti di minerale di rame nella Crown Prince Range sull'isola di Bougainville negli anni '60 portò alla fondazione dell'enorme miniera di rame di Bougainville da parte della società australiana Conzinc Rio Tinto. La miniera di Panguna iniziò la produzione nel 1972 sotto la direzione di Bougainville Copper Ltd, con il governo della Papua Nuova Guinea come azionista al 20%. All'epoca, la miniera di Panguna era il più grande sito estrattivo a cielo aperto del mondo. Generò oltre il 45% delle entrate nazionali derivanti da esportazioni della Papua Nuova Guinea e, come tale, era di vitale importanza per l'economia.
La miniera portò migliaia di lavoratori sull'isola, principalmente papuani, che i bouganvillei chiamavano "pelli rosse" a causa del colore della loro pelle. Al contrario, la maggior parte dei nativi dell'isola si identifica come nero. Anche molti "bianchi", per lo più cittadini australiani, vennero a lavorare nella miniera. Gli isolani non volevano immigrati sulla loro terra; erano particolarmente risentiti dei "pelli rosse", a causa delle differenze culturali tra i gruppi.
Il conflitto cominciò a emergere dall'inizio delle operazioni minerarie a Panguna. Molti proprietari terrieri locali erano contrari alla miniera perché attirava un afflusso di lavoratori da altre parti della Papua Nuova Guinea. Inoltre, erano preoccupati per gli effetti negativi sull'ambiente, mentre vedevano la maggior parte dei profitti delle miniere lasciare l'isola. Prima dell'indipendenza della Papua Nuova Guinea nel 1975, l'isola di Bougainville aveva tentato di secedere e diventare indipendente formando la Repubblica delle Salomone del Nord. I suoi rappresentanti raggiunsero però un accordo con il governo nazionale per l'ulteriore decentralizzazione che all'epoca soddisfò gli isolani.

## Conflitto secessionista
Alla fine del 1988 le tensioni sulla miniera avevano portato alla violenza locale. Il governo mobilitò le squadre mobili del Royal Papua New Guinea Constabulary (RPNGC) ed elementi della Forza di difesa della Papua Nuova Guinea (PNGDF). Sebbene inizialmente limitato all'area intorno al sito minerario, il conflitto successivamente si intensificò. Entrambe le parti denunciarono abusi contro la popolazione nativa durante i combattimenti tra le forze governative e i ribelli dell'esercito rivoluzionario di Bougainville (BRA). Il conflitto si trasformò in una generale insurrezione separatista. La compagnia mineraria chiuse la miniera e molti immigrati lasciarono l'isola. I combattimenti continuarono per un anno, durante il quale si verificarono diffuse violazioni dei diritti umani, compreso l'incendio di molti villaggi. Tuttavia, all'inizio del 1990 la Papua Nuova Guinea si ritirò, lasciando Bougainville sotto il controllo del BRA. Nonostante avesse accettato di disarmarsi e negoziare, Francis Ona, il leader del BRA, dichiarò unilateralmente l'indipendenza nel maggio del 1990.
Il governo papuano successivamente impose un blocco a Bougainville. Questo fu imposto usando elicotteri UH-1 Iroquois e motovedette della classe del Pacifico che vennero fornite a Papua Nuova Guinea dal governo australiano alla fine degli anni '80 nell'ambito di un programma di cooperazione in difesa dall'indipendenza. Altri aiuti australiani, come parte del suo sforzo di sviluppo delle capacità militari della PNGDF, inclusero la fornitura di armi e munizioni, assistenza logistica, formazione e invio di consiglieri militari e personale specializzato e tecnico. Un'assistenza analoga venne fornita anche alla polizia. Durante questo periodo, il personale prestato dalla Forza di difesa australiana (ADF) occupava regolarmente una serie di posizioni chiave nella PNGDF e, di conseguenza, veniva spesso almeno indirettamente coinvolto a supporto della maggior parte delle operazioni della PNGDF, comprese quelle di Bougainville. Venne riferito che cinque membri dell'ADF in prestito alla PNGDF visitarono Bougainville durante la crisi; tuttavia, i loro compiti erano limitati alla fornitura di consulenza tecnica. Gli elicotteri vennero forniti dall'Australia senza armi e a condizione che non sarebbero stati usati per il combattimento; tuttavia, la PNGDF successivamente montò mitragliatrici in violazione dell'accordo e successivamente usò anche pistole. Emerse anche gli elicotteri erano stati mantenuti e gestiti da una società privata contratta dalla PNGDF all'epoca e pilotati da piloti civili australiani e neozelandesi. Il blocco rimase in vigore fino al cessate il fuoco del 1994 (sebbene sia proseguito in modo informale in alcune parti di Bougainville fino al 1997).
Ona successivamente istituì il governo provvisorio di Bougainville (BIG), nominandosi presidente. L'ex premier del governo provinciale, Joseph Kabui, venne nominato vicepresidente. Il comandante militare del BRA era Sam Kauona, un ex ufficiale della PNGDF. Il governo provvisorio aveva poco potere e l'isola iniziò a scendere nello sbando. La struttura di comando istituita dal governo provvisorio raramente aveva un controllo reale sui vari gruppi che in tutta l'isola sostenevano di far parte del BRA. Un certo numero di bande raskol (criminali) che erano affiliati alla BRA, dotati in gran parte di armi recuperate dai combattimenti nella seconda guerra mondiale, terrorizzavano i villaggi e commettevano omicidi, stupri e saccheggi. Bougainville si divise in diverse fazioni, mentre il conflitto assumeva caratteristiche etniche e separatiste.
Le divisioni nel conflitto furono in gran parte disegnate lungo le linee di clan. Ci furono 70–80 conflitti tribali minori che il governo provvisorio doveva affrontare insieme al blocco imposto dai papuani. Dato che il governo provvisorio e l'esercito rivoluzionario era dominato dal clan Nasioi, altri isolani erano sospettosi dei suoi obiettivi, specialmente nel nord di Bougainville. Sull'isola di Buka, a nord di Bougainville, si formò una milizia locale che riuscì a scacciare il BRA a settembre, con l'aiuto delle truppe papuane. Alla fine del 1990, le forze nazionali della PNGDF controllavano Buka, mentre il BRA controllava il resto di Bougainville. I primi tentativi di risoluzione del conflitto portarono alla firma di accordi nel 1990 e 1991; tuttavia, nessuna delle parti onorò i propri termini. Nel frattempo, la leadership del BRA di Ona e Kauona cadde a favore di alcuni dei leader politici, come Kabui. Diverse altre milizie di villaggio filo-governative, che insieme divennero note come la resistenza e furono armate dalla PNGDF, costrinsero il BRA a uscire dalle loro aree. Nel periodo 1991-1992, la PNGDF gradualmente tornò a Bougainville, prendendo il controllo del nord e del sud-ovest dell'isola principale.
La politica della Papua Nuova Guinea nei confronti di Bougainville si inasprì dopo la sconfitta del governo in carica alle elezioni del 1992. Il nuovo primo ministro Paias Wingti assunse una posizione decisamente più rigida. Nel 1992-1993, la PNGDF lanciò una serie di incursioni transfrontaliere non autorizzate nelle Isole Salomone alla ricerca di sostenitori del BRA. I rapporti con le Isole Salomone si deteriorarono e, in un'occasione, le forze papuane si scontrarono con la polizia dell'isola di Salomone, scambiandosi colpi di arma da fuoco. Le truppe della PNGDF sbarcarono sull'isola di Oema. La PNGDF, in alleanza con la resistenza, rioccupò Arawa, la capitale della provincia, nel febbraio del 1993. Il ministro degli Affari Esteri papuano Sir Julius Chan tentò di raccogliere una forza di mantenimento della pace dalle nazioni del Pacifico, ma Wingti respinse la proposta. In seguito ordinò all'esercito di riconquistare la miniera di Panguna e inizialmente ebbe successo. Tuttavia, il suo governo ebbe vita breve e nell'agosto del 1994 fu sostituito come primo ministro da Julius Chan. Successivamente l'assalto a Panguna fallì. La PNGDF subì sempre più perdite per mano degli insorti all'interno dell'isola, dove la giungla limitava la visibilità e l'efficacia delle sue pattuglie.
Chan annunciò la sua intenzione di trovare una soluzione pacifica al conflitto, organizzando un cessate il fuoco in un incontro con Kauona nelle Isole Salomone a settembre. Concordarono di tenere una conferenza di pace ad Arawa nell'ottobre di quell'anno. La sicurezza sarebbe stata fornita da una forza di mantenimento della pace del Pacifico del Sud guidata dall'Australia. Tuttavia, i grandi leader boicottarono la conferenza, sostenendo che la loro sicurezza non poteva essere garantita. In assenza di Ona, Kabui e Kauona emersero come leader più moderati del BRA. Successivamente il governo di Chan entrò in trattative con un gruppo di capi del clan Nasioi, guidato da Theodore Miriung, ex avvocato della Panguna Landowners Association. Ciò portò alla creazione di un governo di transizione di Bougainville nell'aprile del 1995, con capitale a Buka. Miriung divenne premier di un governo di compromesso ma alla fine non fu in grado di "colmare il divario tra i falchi di entrambi i lati".
Nel frattempo, Chan stava cominciando a sentirsi frustrato per la mancanza di progressi. A seguito di una serie di negoziati svoltisi a Cairns, in Australia, tra settembre e dicembre del 1995, tra BRA, BTG e governo papuano, nel gennaio del 1996 i rappresentanti del BRA / BIG, incluso Kabui, furono licenziati dalle forze della PNGDF dopo il ritorno a Bougainville. Più tardi, l'abitazione del rappresentante del BIG nelle Isole Salomone, Martin Mirori, fu bruciata. Successivamente la BRA intraprese un'azione di ritorsione nel nord di Bougainville e su Buka. Chan decise di abbandonare i tentativi di pace e il 21 marzo 1996 approvò la revoca del cessate il fuoco su Bougainville. In un discorso alla nazione, comunicò di prendere in considerazione una soluzione militare.

## Scandalo Sandline
Con il governo dell'Australia in declino nel fornire supporto militare diretto e che sosteneva una soluzione politica al conflitto, Chan iniziò a cercare sostegno militare altrove. Lo scandalo Sandline iniziò a emergere nel marzo del 1996, quando il governo della Papua Nuova Guinea tentò di assumere mercenari dalla Sandline International, una società militare privata con sede a Londra, che a sua volta impiegò l'appaltatore militare sudafricano Executive Outcomes. Mentre proseguivano i negoziati con Sandline, a luglio la PNGDF lanciò una nuova offensiva su Bougainville. Tuttavia, l'attacco fallì, a causa di una cattiva pianificazione logistica, di una mancanza di informatori nelle sedi della BRA e di crescenti vittime.
A settembre, i militanti del BRA attaccarono un campo militare papuano a Kangu Beach con l'aiuto di membri di un gruppo miliziano locale, uccidendo dodici soldati della PNGDF e prendendo cinque ostaggi. L'incidente fu la più grande perdita in una singola operazione per la PNGDF durante il conflitto. Il mese seguente, Theodore Miriung fu assassinato. Una successiva indagine indipendente coinvolse membri della PNGDF e milizie della resistenza. La disciplina e il morale si stavano rapidamente deteriorando nei ranghi dell'esercito papuano e pertanto i militari furono ritirati in agosto, dopo che l'offensiva finì in una situazione di stallo. A quel tempo la PNGDF, con l'assistenza delle forze di resistenza di Bougainville, aveva il controllo "ragionevole" di circa il 40 percento dell'isola, eppure rimanevano vulnerabili agli attacchi di guerriglia con la BRA che stabiliva un'ascesa sulle forze governative.
Chan decise così che la sua migliore possibilità di riconquistare la miniera di Panguna era con i mercenari di Sandline e nel gennaio del 1997 fu firmato un contratto. Tuttavia, la notizia della sua intenzione di assumere mercenari venne divulgata alla stampa australiana e seguirono condanne internazionali. Anche se inizialmente si era espresso a favore, il comandante della PNGDF Jerry Singirok, in seguito si oppose al piano e ordinò che tutti i mercenari fossero arrestati all'arrivo. Nella saga risultante la Papua Nuova Guinea si avvicinò a un colpo di stato militare, con il parlamento circondato da manifestanti e molti militari. Il governo australiano fece pressioni su quello papuano affinché risolvesse il contratto con la Sandline e intercettò l'equipaggiamento pesante trasportato per i mercenari. Chan si dimise e i mercenari lasciarono il territorio del paese.
Nel frattempo, il conflitto continuò fino al 1997. All'epoca c'erano circa 800 militari papuani e 150 membri del personale "antisommossa" dispiegati sull'isola, mentre il BRF probabilmente contava circa 1500 uomini. Questi erano armati dalla PNGDF e operavano principalmente in un ruolo di "guardia di casa", con solo un piccolo numero coinvolto nel pattugliamento con la PNGDF o direttamente coinvolto nei combattimenti. La forza del BRA era stimata in circa 2000 uomini armati con circa 500 armi moderne (per lo più catturate o acquistate dal personale della PNGDF o dalle "squadra antisommossa") e diverse migliaia di armi risalenti alla seconda guerra mondiale.

## Il cessate il fuoco e le conseguenze
L'impulso per la pace venne con l'elezione del primo ministro Bill Skate, che in precedenza si era opposto a una soluzione militare del conflitto. A metà del 1997, si tennero colloqui a Honiara e Burnham, in Nuova Zelanda, che portarono a una tregua nonché a un accordo per la de-militarizzazione dell'isola. Successivamente venne schierato un gruppo disarmato di monitoraggio della tregua (TMG) guidato dalla Nuova Zelanda e supportato da Australia, Figi e Vanuatu. Da allora un cessate il fuoco fu attuato in gran parte sull'isola. Rompendo con Ona, Kauona e Kabui accettarono di intavolare trattative di pace con il governo Skate a Christchurch, in Nuova Zelanda, che culminarono nella firma dell'accordo di Lincoln nel gennaio del 1998. Secondo i termini di questo, Papua Nuova Guinea iniziò a ritirare i suoi soldati dall'isola e furono prese misure per disarmare BRA e BRF e fu schierato un gruppo multinazionale di monitoraggio della pace (PMG) sotto la guida australiana, in sostituzione del TMG. La legislazione che istituì un governo di riconciliazione di Bougainville non riuscì però a ottenere l'approvazione del parlamento papuano nel dicembre del 1998.
Nel gennaio del 1999 fu istituito un governo provinciale di Bougainville con lo stesso status delle altre diciotto province della Papua Nuova Guinea, con John Momis come governatore. Tuttavia, questo esecutivo venne sospeso dopo aver affrontato l'opposizione sia della BIA/BRA che della BTG. Furono presi accordi per la creazione di un governo modificato, da istituire in due fasi: la prima era l'Assemblea costituente di Bougainville e la seconda erano le elezioni per il Congresso popolare di Bougainville. Le elezioni si svolsero a maggio e Kabui venne nominato presidente. Tuttavia, la legalità di ciò fu contestata da Momis che aveva il sostegno di numerosi capi tribali e di capi della resistenza. A novembre venne istituito un nuovo organo, il governo provinciale provvisorio di Bougainville, guidato da Momis. Il riavvicinamento tra Kauona e Momis portò a un accordo attraverso il quale i due organi avrebbero agito in consultazione. Un processo di riconciliazione organizzato iniziò a livello tribale nei primi anni 2000.
Nel 2001 venne raggiunto un accordo di pace che portò a una tabella di marcia per la creazione di un governo autonomo di Bougainville (ABG). Tuttavia Ona si rifiutò di svolgere qualsiasi ruolo nel processo di pace e, con una piccola minoranza di combattenti, si staccò dal BRA. Continuò a resistere alle aperture per partecipare al nuovo governo, occupando un'area intorno alla miniera che rimase una zona vietata e dichiarandosi "re" di Bougainville prima di morire di malaria nel 2005. Le elezioni per il primo governo autonomo si svolsero tra a maggio e giugno del 2005. Joseph Kabui fu eletto presidente.
Nel marzo del 2006 il dott. Shaista Shameem, membro del gruppo di lavoro delle Nazioni Unite sui mercenari chiese alle Figi e alla Papua Nuova Guinea il permesso di inviare una squadra per indagare sulle accuse relative alla presenza di ex soldati figiani a Bougainville. Nel 2011 venne riferito che l'ex primo ministro papuano Sir Michael Somare aveva affermato che il Rio Tinto Group aveva avuto un ruolo nella guerra civile aiutando a finanziare le azioni del governo papuano a Bougainville durante il conflitto nel tentativo di consentire che la miniera potesse riaprire. Al governo di Bougainville fu concesso il controllo delle miniere sull'isola dopo il passaggio della legge sulle miniere di Bougainville nel marzo del 2015. Tuttavia, la miniera di Panguna rimane a tutt'oggi chiusa.
La guerra venne descritta da John Momis, presidente della regione autonoma di Bougainville, come il più grande conflitto svoltosi in Oceania dalla fine della seconda guerra mondiale. Si riteneva che le vittime della PNGDF durante i combattimenti includessero più di 300 morti. Nel frattempo, il governo australiano stimò che tra le 15 000 e le 20 000 persone avrebbero potuto morire nel conflitto. Tuttavia, stime più prudenti fissano il numero di morti in combattimento tra le 1000 e le 2000 unità. Altre fonti stimarono che circa 10 000 isolani morirono di violenza o malattia durante questo periodo e che oltre 60 000 bouganvillesi vivevano nei campi profughi nella metà degli anni '90 e che altre migliaia di persone erano fuggite nelle vicine Isole Salomone.

## Referendum sull'indipendenza
Una condizione dell'accordo di pace era che un referendum sullo status politico di Bougainville avrebbe dovuto avere luogo entro venti anni. Fu previsto tra il 2015 e il 2020. Nel gennaio del 2016 il governo autonomo di Bougainville e il governo papuano concordarono di istituire la commissione per il referendum. A essa venne assegnato il compito di preparare il referendum sul futuro status politico di Bougainville per il 2019. Tra la fine di novembre e l'inizio di dicembre del 2019, ebbe luogo un referendum non vincolante sull'indipendenza che vide una schiacciante maggioranza votante per l'indipendenza.

## Documentario
Un documentario prodotto da National Geographic, intitolato The Coconut Revolution, racconta la lotta della popolazione di Bougainville contro la società mineraria multinazionale inglese Rio Tinto Zinc e successivamente per la loro indipendenza. Inoltre, questo documentario mostra anche che i separatisti hanno realizzato una vera rivoluzione sociale ed ecologica, superando un potenzialmente fatale blocco economico attraverso il recupero e l'invenzione di pratiche autonome in economia, medicina, ecc.

### Ulteriori letture
- Bowd, Reuben, Doves over the Pacific: In Pursuit of Peace and Stability in Bougainville, Loftus, Nuovo Galles del Sud, Australian Military Historical Publications, 2007, ISBN 978-0-9803204-8-0.
- Breen, Bob, The Good Neighbour: Australian Peace Support Operations in the Pacific Islands, 1980–2006, collana The Official History of Australian Peacekeeping, Humanitarian and Post-Cold War Operations, Volume V, Port Melbourne, Victoria, Cambridge University Press, 2016, ISBN 978-1-107-01971-3.
- Lavaka Ata, Ulukalala, The Bougainville Crisis and PNG-Australia relations, in Culture Mandala: The Bulletin of the Centre for East-West Cultural and Economic Studies, vol. 3, n. 1, Gold Coast, Queensland, Centre for East-West Cultural and Economic Studies, School of Humanities and Social Sciences, Bond University, 1º gennaio 1998,  pp. 41-55, ISSN 1322-6916 (WC · ACNP). URL consultato il 12 gennaio 2020 (archiviato dall'url originale il 24 aprile 2016).

### Filmografia
- Coles-Janess, Wayne (1998). Bougainville "Our Island, Our Fight" Archiviato il 27 luglio 2020 in Internet Archive.. Ipso-facto Productions.
- Coles-Janess, Wayne (1997). Bougainville "Sandline". ABC and Ipso-facto Productions.
- Coles-Janess, Wayne (1994). Bougainville "Dirty War". ABC and Ipso-facto Productions.
- Coles-Janess, Wayne (1997). Bougainville "Forgotten". ABC and Ipso-facto Productions.